# Mád
Mád is een plaats (község) en gemeente in het Hongaarse comitaat Borsod-Abaúj-Zemplén. Mád telt 2605 inwoners (2001). Dit dorp was voor de Tweede Wereldoorlog een belangrijke plaats waar Kosjere wijnen werden verbouwd, doordat veel wijnbouw, mede in deze Hongaarse streek, door Joden werd uitgeoefend. Koosjere wijn werd in Europa, dus bijvoorbeeld niet alleen op het Iberische schiereiland verbouwd.

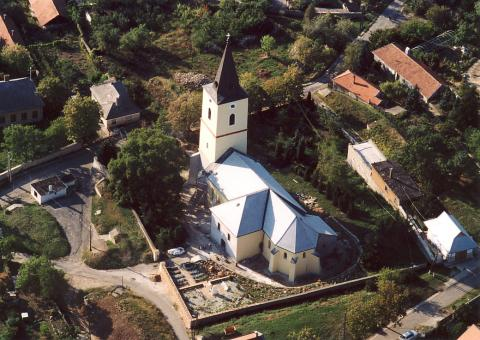
Rooms-Katholieke dorpskerk
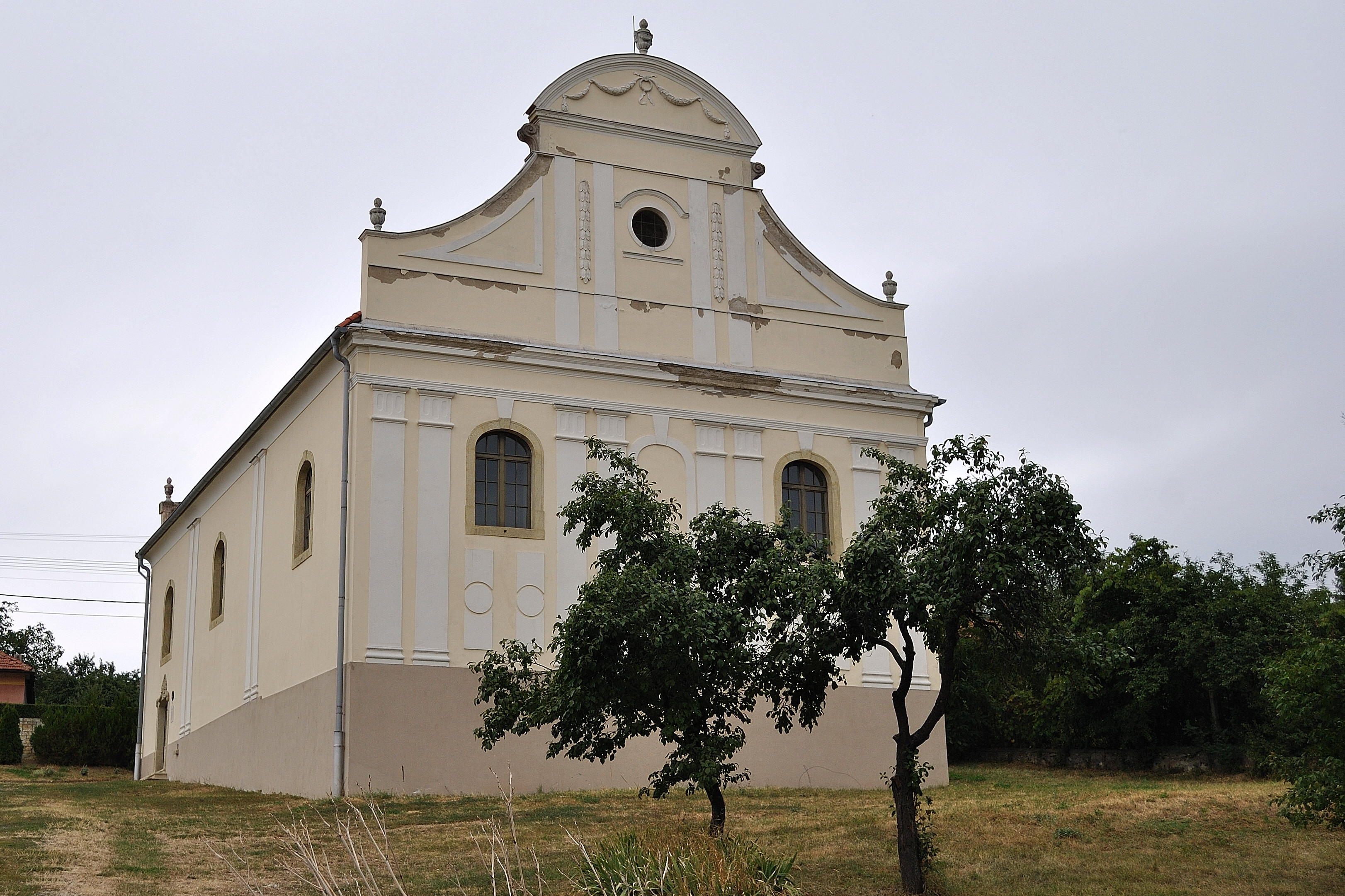
De voorzijde van de Synagoge van Mád
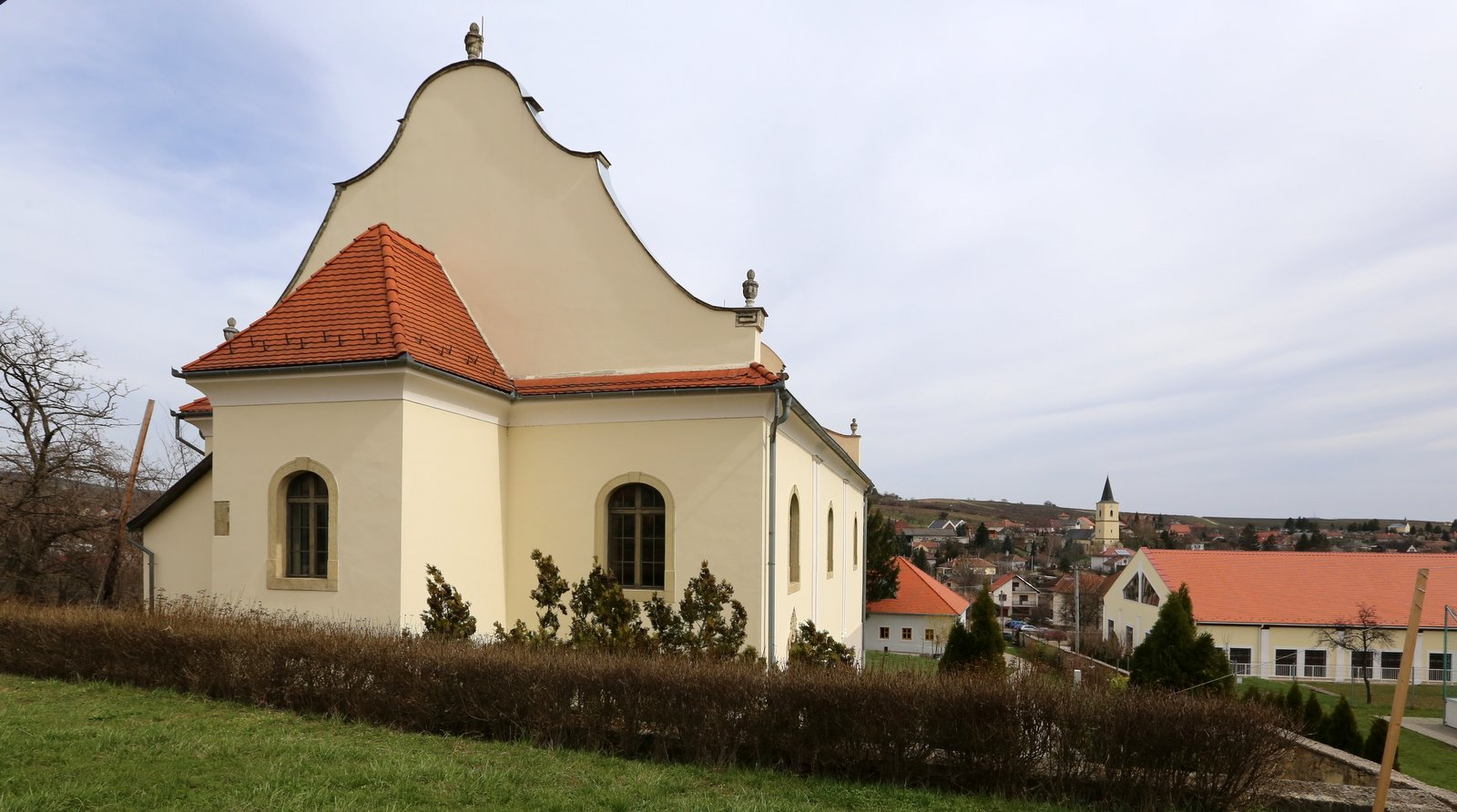
Vanaf de achterzijde van de Synagoge kijkend naar het eigen dorp Mád en de omliggende heuvels